# Metarungia
Metarungia, biljni rod iz porodice primogovki smješten u tribus Justicieae, dio potporodice Acanthoideae. U rodu Metarungia postoje samo tri vrste: M. longistrobus, M. pubinervia i M. galpinii. M. pubinervia (nazivana “Red Sunbird Bush”) široko je rasprostranjena od KwaZulu-Natala do istočne Afrike, a M. galpinii nalazi se u Istočnom Capeu. 

## Derivacija imena i povijesni aspekti
Ovaj rod je dugo bio poznat kao Macrorungia. Baden, koji je revidirao rod 1981., shvatio je da je ime nelegitimno. Kada je Clarke prebacio neke članove roda Macrorungia u Anisotes, uključio je tipsku vrstu za Macrorungiu, M. formosissima. To znači da je Macrorungia sinonim za Anisotes i da je rodu na koji je Baden primijenio naziv Macrorungia potrebno novo ime. Preimenovao je svoj revidirani rod u Metarungia, što znači nakon ili s Rungia, blisko povezanim rodom. (Macrorungia znači velika Rungia.)

## Opis
Grmovi.

## Vrste
1. Metarungia galpinii (Baden) Baden; tipična vrsta
2. Metarungia longistrobus (C.B.Clarke) Baden
3. Metarungia pubinervia (T.Anderson) Baden